# The Hotel Hershey
El Hotel Hershey es un complejo hotelero en Hershey, Pensilvania. Establecido en 1933, es un hito histórico y un hotel de cinco estrellas ubicado en la cima de una colina con vista a Hershey, Pensilvania, y sus alrededores. Tiene 276 habitaciones y 23 500 pies cuadrados (2183,2 m²)   de espacio para eventos. 
El estilo arquitectónico del hotel es un renacimiento colonial español, que incluye mosaicos y arcos, y un balcón estilo villa con vista a Hershey y Hershey Gardens. Fotografías históricas y obras de arte originales se alinean en los pasillos y decoran las paredes de las habitaciones, así como en el Iberian Lounge, que está diseñado para parecerse a los salones de cigarros oscuros e iluminados por chimeneas del pasado. 

## Historia

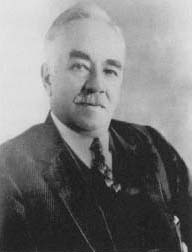
Milton S. Hershey

Durante la Gran Depresión, Milton S. Hershey, fundador de The Hershey Chocolate Company, planeó que el hotel fuera una recreación del famoso Heliopolis Palace Hotel, los planes de construcción cambiaron y se retrasaron debido a los costos, la muerte de la esposa de Hershey, Catherine, y el estallido de la Primera Guerra Mundial. Cuando comenzó la construcción, los nuevos planes se basaron en influencias mediterráneas y españolas.
La construcción comenzó en 1931 y el hotel se completó el 23 de mayo de 1932. El esfuerzo empleó hasta 800 trabajadores. La factura del hotel fue de alrededor de $ 2 millones. El Hotel abrió oficialmente el 26 de mayo de 1933. Generar ingresos para entonces no era el objetivo principal del proyecto. Siendo el punto álgido de la Gran Depresión, Hershey intentaba ayudar a la gente de la ciudad creando puestos de trabajo.
En 1934, se agregó un campo de golf de nueve hoyos a los terrenos y en 1961, se agregó una piscina al aire libre. En 1977, se agregó una nueva ala de 100 habitaciones al hotel junto con una nueva piscina cubierta y un gimnasio. En 2001, se agregó un spa de servicio completo llamado "The Spa At The Hotel Hershey". El spa ofreció tratamientos con chocolate, entre ellos: envolturas de chocolate, baños de chocolate, loción de chocolate y exfoliantes. En 2009, The Hotel Hershey completó el trabajo en un proyecto de expansión y renovación de $ 67 millones que incluyó un exterior y un vestíbulo rediseñados.

## enlaces externos
- Sitio web oficial
- Hershey Community Archives website
- Historic Hotel Hershey photographs

- Datos: Q7740439